# Jonker JS3
Die Jonker JS3 Rapture ist ein einsitziges Segelflugzeug der FAI-15-m-Klasse, das auch mit 18 Metern Spannweite geflogen werden kann. Der Prototyp mit dem Kennzeichen ZS-TES flog erstmals am 12. Dezember 2016.

## Geschichte und Konstruktion
Anders als bei anderen Flugzeugen wurde zur aerodynamischen Auslegung der JS3 anstelle von Windkanalversuchen auf Strömungssimulationen gesetzt. Der Rumpf stellt eine Neuentwicklung dar, der mit Wölbklappen ausgestattete Flügel ist gekürzt von der JS1 übernommen, das Spornrad ist einziehbar. Zusätzlich wurde großen Wert auf Crashsicherheit und Ergonomie gelegt. Als Heimkehrhilfe wird ein Turbinenantrieb oder als Eigenstarter mit Elektroantrieb das RES-System
angeboten.
Am 24. Mai 2017 erfolgte der Erstflug in der 18-m-Konfiguration und mit installiertem Jet-Sustainer System.
Das Flugzeug ist bei Wettbewerben sehr erfolgreich. Bei der Segelflug-Weltmeisterschaft 2017 in Benalla erreichten Uys und Attie Jonker, jeweils in einer JS3, den elften bzw. den zwölften Platz in der 15m-Klasse. Bei den Weltmeisterschaften 2022 in Szeged gingen die ersten sechs Plätze in der 18m-Klasse an JS3-Piloten; 25 von 42 Teilnehmern flogen eine JS3.

## Technische Daten
| Kenngröße             | 15 m     | 18 m       |
| --------------------- | -------- | ---------- |
| Besatzung             | 1        | 1          |
| Rumpflänge            | 6,86 m   | 6,86 m     |
| Spannweite            | 15 m     | 18 m       |
| Flügelfläche          | 8,75 m²  | 9,95 m²    |
| Flügelstreckung       | 25,4     | 32,8       |
| Höhe                  | 1,22 m   | 1,22 m     |
| Geringstes Sinken     | 0,54 m/s | 0,49 m/s   |
| Gleitzahl             | 50       | 57         |
| max. Startmasse       | 525 kg   | 600 kg     |
| min. Flächenbelastung | 40 kg/m² | 37 kg/m²   |
| max. Flächenbelastung | 60 kg/m² | 60,3 kg/m² |
| Höchstgeschwindigkeit | 280 km/h | 280 km/h   |